# トレヴァー・ホーン
トレヴァー・チャールズ・ホーン（Trevor Charles Horn, CBE, 1949年7月15日 - ）は、イギリスの音楽プロデューサー、作曲家・編曲家、作詞家、ミュージシャン。

## 作風
コンポーザー・アレンジャー・ミュージシャン等を多岐にこなし、自らもユニットの一員として行動することもある。しかし、普段は表舞台に立つミュージシャン・シンガーソングライターとしての活動よりも、セッション・作品の製作指揮・イメージ造形・マニピュレーター・ミキシング作業等スタジオでの裏方・レコーディング・エンジニアとしての作業が中心である。
レコーディングにおいてはクレジットされていない部分でもプロデュース対象者・制作スタッフの目を盗み、アレンジ作業、パート部分の弾き直し・弾き足しを行い、デジタル・オーディオ・ワークステーションを駆使し妥協なく隅々まで編集する等、演奏面でも数多くの作品に関与する。

## 来歴

### プロデューサーとして
「ラジオ・スターの悲劇」のヒットで知られるバグルスのボーカリストから、イエスのボーカリスト（1980年）を経て、1982年に音楽出版社のパーフェクトソングス、1983年にZTTレコーズを設立してプロデューサーとしての活動を始める。

### イエスへの参加と離脱
かつてインタビューでプロデューサーへ転向した理由を問われ、ジョン・アンダーソンの後釜としてイエスに加入してツアーに出ている時、観客からアンダーソンではないイエスのボーカリストとして冷淡に反応されて、それに耐えきれない気持ちが大きくなり、その事がイエスのボーカリストとしての活動を辞める切っ掛けになった、と語っていた。妻のジル・シンクレアがSarm Studioを経営していたこともプロデューサーとしての活動を始める契機にあり、自然とプロデュースの方向へ進んだという。

### 90125
ホーンの名を一躍有名にしたのが、1983年に再結成されたイエスだった。彼はアルバム『90125』をプロデュースし、自らも共作者として名を連ねる「ロンリー・ハート」を全米1位に送り込む。この曲のイントロで聴けるオーケストラが一斉に楽器を鳴らしたような「ジャン!」という音はオーケストラル・ヒットと呼ばれ、一世を風靡した。この音の正体はフェアライトCMIというオーストラリア製のサンプラーで再生したもので、ホーンは当時最先端だったこのデジタル機器を駆使して斬新で刺激的なサウンドを作り出し、一躍時の人となった。

### プロデュース・ワーク
自ら主宰するプロジェクトであるアート・オブ・ノイズや、人気黒人モデルのグレイス・ジョーンズ、クラウディア・ブリュッケンがフロント・ヴォーカリストのドイツ出身の男2女2の4人組のプロパガンダ等の作品などはまさに時代の最先端を行くサウンドに満ちあふれており、先鋭的なニュー・ウェイヴ系アーティストに与えた影響は大きい。またフランキー・ゴーズ・トゥ・ハリウッドのセンセーショナルなイメージ戦略（トレヴァー・ホーンの操り人形と皮肉られたほど）に見られるような「仕掛人」としての側面も持ち合わせていた。
1984年のバンド・エイドによるチャリティ「Do They Know It's Christmas」にもプロデューサーとして参加し、市販されたメイキング・ビデオにて彼の姿を見ることができる。また、この頃プロデュースしたABCの 『The Look of Love（ルック・オブ・ラブ）』や、ゴドレイ&クレームの『Cry（クライ）』のプロモーションビデオでも、1カットだけ出演している。
近年では、ベル・アンド・セバスチャン、808 State、シャルロット・チャーチ、シール､t.A.T.u.の世界デビューにおけるプロデュースを手がけている。

### 25周年記念コンサート
2004年11月にウェンブリーで行われた活動25周年記念コンサート「Produced By Trevor Horn: A Concert For Prince Trust」には彼がプロデュースしたアーティストが顔を揃えた。冒頭ではバグルスの「ラジオ・スターの悲劇」をジェフ・ダウンズと共に自ら披露した。他にもアート・オブ・ノイズの「Close (to the edit)」では、ビートを構成していたドラム音素材の演奏者であるアラン・ホワイト本人がドラム・フィル担当で演奏し、サンプリングで演奏していたベース・ラインを自らがエレクトリック・ベースで弾き、サンプリングされて使われていたブラス・ヒットを本物のブラス・セクションが演奏するなど、イントロのサンプリング部分以外は全て生演奏というスタイルで聴かせるなど、当時のサウンドを別の解釈で演奏した。またイエスも出演し、アルバム『90125』制作時のエピソードなどを語った。さらにフランキー・ゴーズ・トゥ・ハリウッドは「Welcome To The Pleasuredome」などのライブ演奏を行った。

### その後
2010年12月、大英帝国勲章・コマンダー（司令官）を授与される。2011年7月、イエスの新作「フライ・フロム・ヒア」をプロデュースしている。
2017年には連続テレビアニメ作品『THE REFLECTION -ザ・リフレクション-』において劇伴を含めたオリジナル・サウンドトラック全般を担当。劇中歌「SKY SHOW」では久々にソロ歌唱も披露した。本編にも「プロデューサーのトレヴァー・ホーン」というキャラクターが登場し、主要なキャラクターと会話する場面も見られた。また、同作のテーマソングとなる9nineの「SunSunSunrise」も自ら手掛ける。この楽曲がホーンにとって初めて日本人アーティストをプロデュースした作品となった。
2022年10月、Nine Eight Booksより自伝"Adventures in Modern Recording: From ABC to ZTT"を出版する。

## 参加ユニット
- Chromium
- The Buggles
- Yes
- Art of Noise
- The Producers

## 代表作
詳しくはトレヴァー・ホーンの作品一覧を参照。
- 1979年 The Buggles 『The Age of Plastic』
- 1981年 The Buggles 『Adventures in Modern Recording』
- 1982年 ABC 『The Lexicon of Love』
- 1983年 Yes 『90125』
- 1984年 Frankie Goes To Hollywood 『Welcome To The Pleasuredome』
- 1994年 Seal 『Seal II』
- 2002年 t.A.T.u. 『200 Km/h In The Wrong Lane』
- 2017年 Trevor Horn 『The Reflection Wave One—Original Soundtrack』
- 2019年 Trevor Horn 『Reimagines the Eighties』